# بتفينكس
بتفينكس (بالإنجليزية: Bitfinex) هي بورصة للعملات المشفرة تملكها وتديرها شركة آيفينكس المسجلة في جزر العذراء البريطانية. تم تأسيس بتفينكس في ديسمبر 2012 كبورصة تبادل للعملات المشفرة من ند لند، حيث تقدم خدمات تداول الأصول الرقمية للمستخدمين في جميع أنحاء العالم، بدأت البورصة في البداية كمنصة إقراض هامش النظير للنظير للبيتكوين ثم أضافت لاحقًا دعمًا لمزيد من العملات المشفرة، تم اختراق البورصة في مايو 2015 مما أدى إلى خسارة 1،500 بيتكوين من أصول عملائها.

## أنظر أيضا
- بيتكوين
- تبادل العملات المشفرة
- كوينباس
- كراكين
- أوكي أكس
- إم تي جوكس
- بينانس

## روابط خارجية
- الموقع الرسمي